# Passiflora telesiphe
Passiflora telesiphe är en passionsblomsväxtart som beskrevs av Sandra Diane Knapp och J. Mallet. Passiflora telesiphe ingår i släktet passionsblommor, och familjen passionsblomsväxter. Inga underarter finns listade i Catalogue of Life.

## Bildgalleri

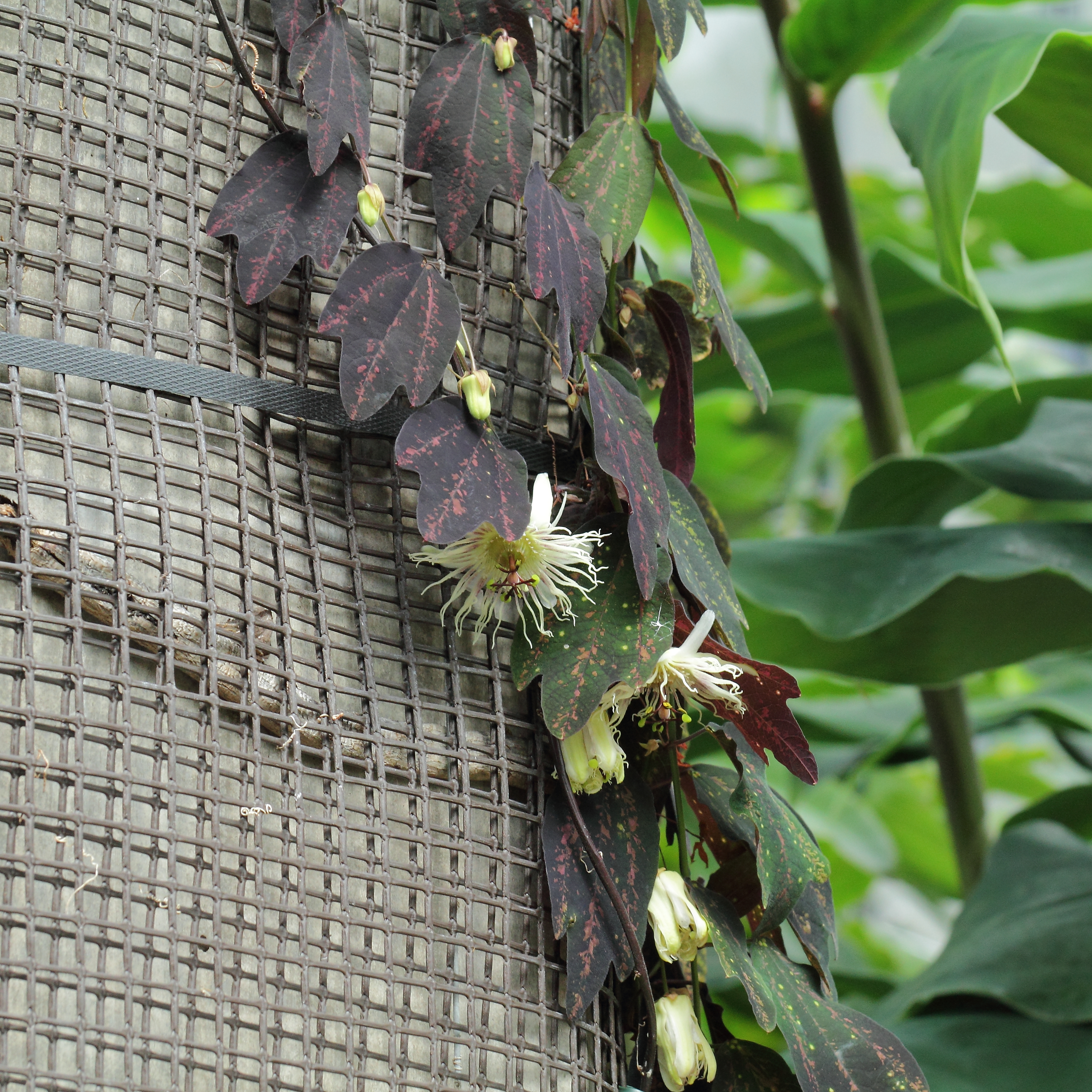
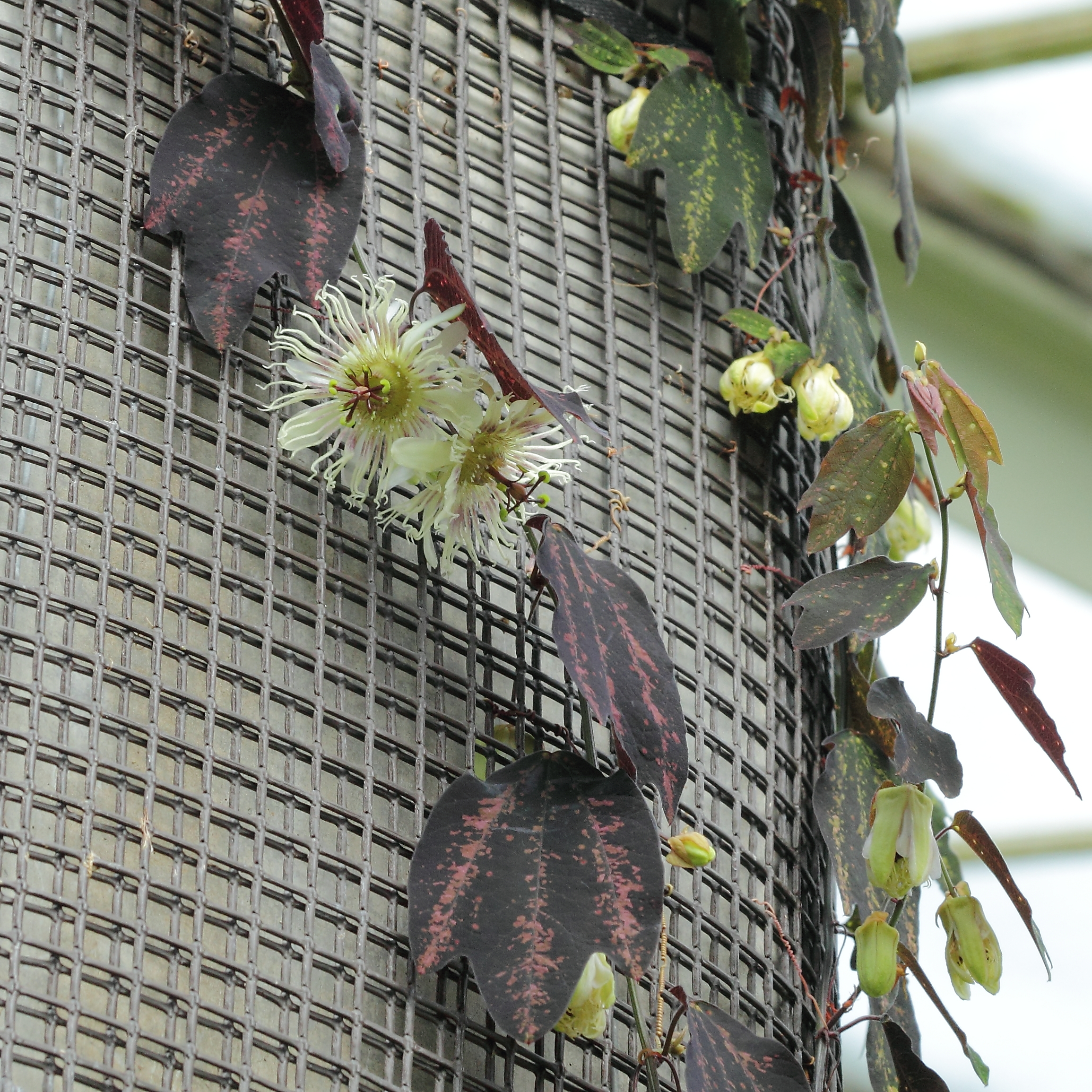
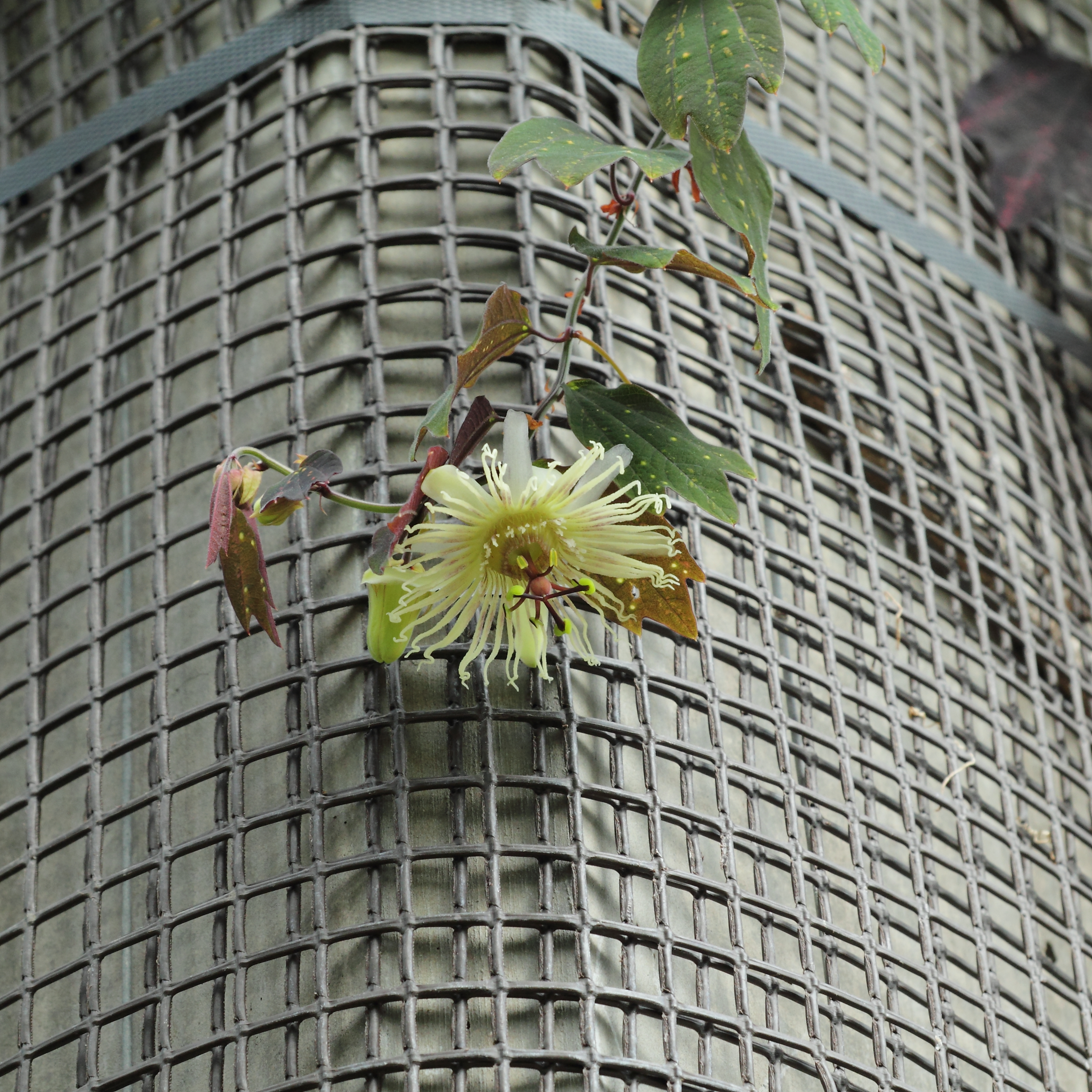